# Хирвийоки
Хирвийоки (лосиная река) — река в России, протекает по Суоярвскому району Карелии. Впадает в озеро Юля-Виексъярви. Длина реки составляет 16 км.
Принимает левый приток из озера Чолмосенлампи.

## Данные водного реестра
По данным государственного водного реестра России относится к Балтийскому бассейновому округу, водохозяйственный участок реки — Реки Карелии бассейна Балтийского моря на границе РФ с Финляндией, включая оз. Лексозеро. Относится к речному бассейну реки Реки Карелии бассейна Балтийского моря.
Код объекта в государственном водном реестре — 01050000112102000010549.